# The Gators
The Gators war eine US-amerikanische Rock-’n’-Roll-Band aus Tennessee.
Die Band wurde 1961 gegründet. Während ihrer Karriere spielte sie in der Umgebung von Nashville und anderen Teilen Tennessees – hauptsächlich auf High School Dances und Clubs. Zwischen 1962 und 1963 spielten die Gators regelmäßig in der Black Poodle Lounge (Printer’s Alley, Nashville). Ihr Repertoire war von 1950er und frühem 1960er Rock ’n’ Roll, Pop, Doo Wop, Rhythm and Blues und Soul geprägt.
1961 spielte die Band für Dot Records die Single Sunburst b/w Canadian Moonlight ein, die begrenzten Erfolg erfuhr. 1963 wurde sie aufgelöst.

## Diskografie
| Jahr | Titel                         | Label #   |
| ---- | ----------------------------- | --------- |
| 1961 | Sunburst / Canadian Moonlight | Dot 16252 |